# Музей Соломона Ґуґґенгайма (Нью-Йорк)
Музей Соломона Ґуґґенгайма (англ. Solomon R. Guggenheim Museum) — художній музей у США, одне з провідних зібрань сучасного мистецтва у світі. Історія музею починається з заснування 1937 року Фонду Ґуґґенгайма. Засновник музею — меценат Соломон Ґуґґенгайм.

## Історія

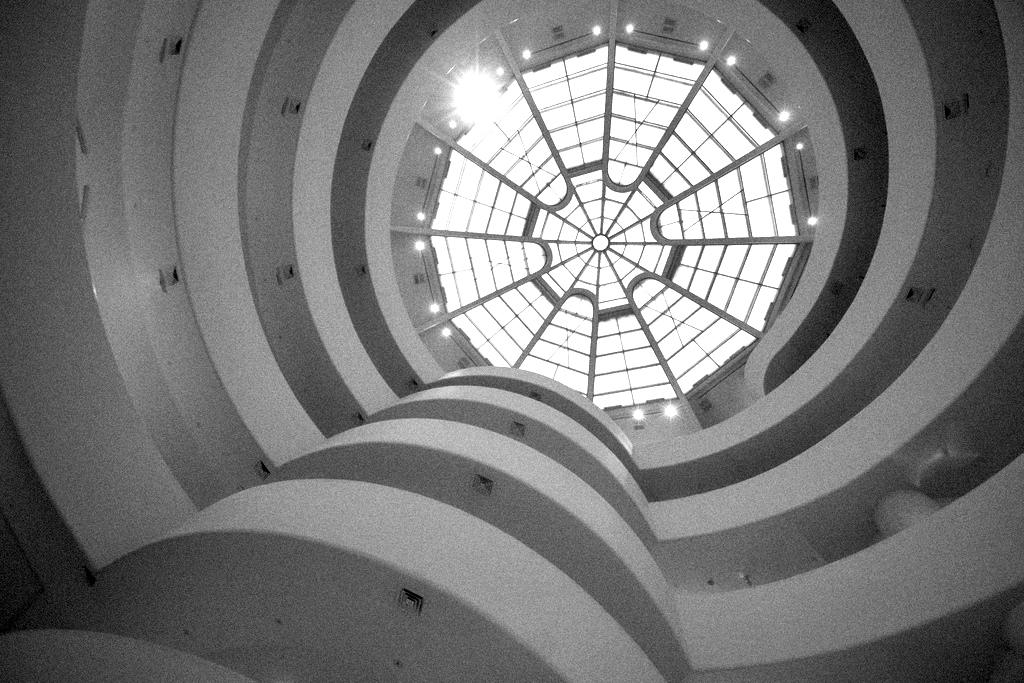
Інтер'єр музею

У червні 1943 року фонд замовив будівництво нового музейного будинку у знаменитого архітектора Френка Ллойду Райта, відомого зокрема такими спорудами, як «Будинок Джекоба» в Медісоні (штат Вісконсин), офіс фірми «Джонсон — Векс» у Расіні (штат Вісконсин), «Будинок над водоспадом» (Фоллінг-Вотер) у Бер-Рані (штат Пенсільванія)
Вибір місця будівництва музею Ґуґґенгайма припав на ділянку, що прилягає до величезного зеленого масиву Центрального парку між 88-ю й 89-ю вулицями на П'ятій авеню. Проєктуючи будівлю, архітектор відступив від існуючих моделей і запропонував глядачам піднятися на ліфті на верхній поверх і внутрішньою безперервною спіраллю спускатися вниз, оглядаючи на шляху експозицію, як на самому пандусі, так і в прилеглих до нього залах.

## Архітектура
Ззовні музей виглядає як перевернута пірамідальна вежа. Ця будівля вважається одним з найяскравіших зразків архітектури XX століття. Будівництво музею було завершено 1959 року, вже після смерті Соломона Ґуґґенгайма та Френка Райта.
Музей побудований із залізобетону, для фінішної обробки зовнішніх стін використовувався бетон, виготовлений з цементу і мармуру. Ширина пандусу 3 метри, середня висота кожного поверху галереї — близько 2,9 метра.
1992 року архітекторами фірми Gwathmey Siegel & Associate, які в широкому сенсі слідували просторовій концепції Райта, до музею була прибудована 10-поверхова вежа, що дозволило збільшити виставкові площі та створити необхідні умови для роботи персоналу музею.

## Фонди

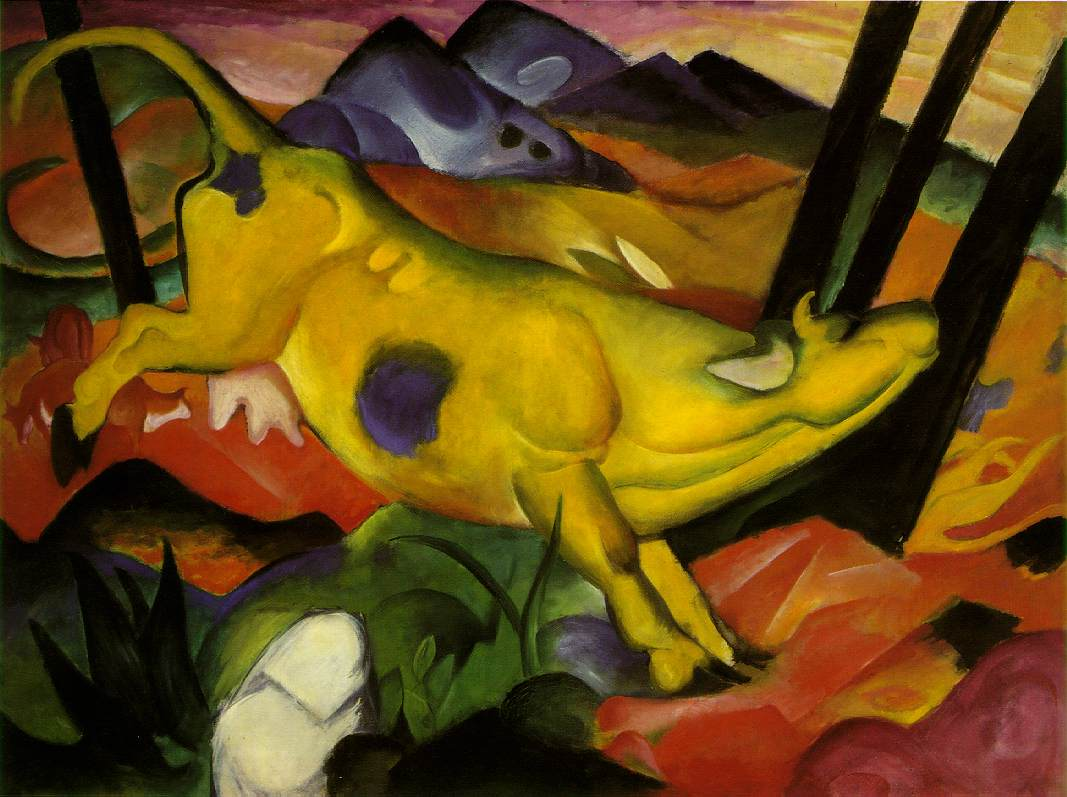
Франц Марк, «Жовта корова»

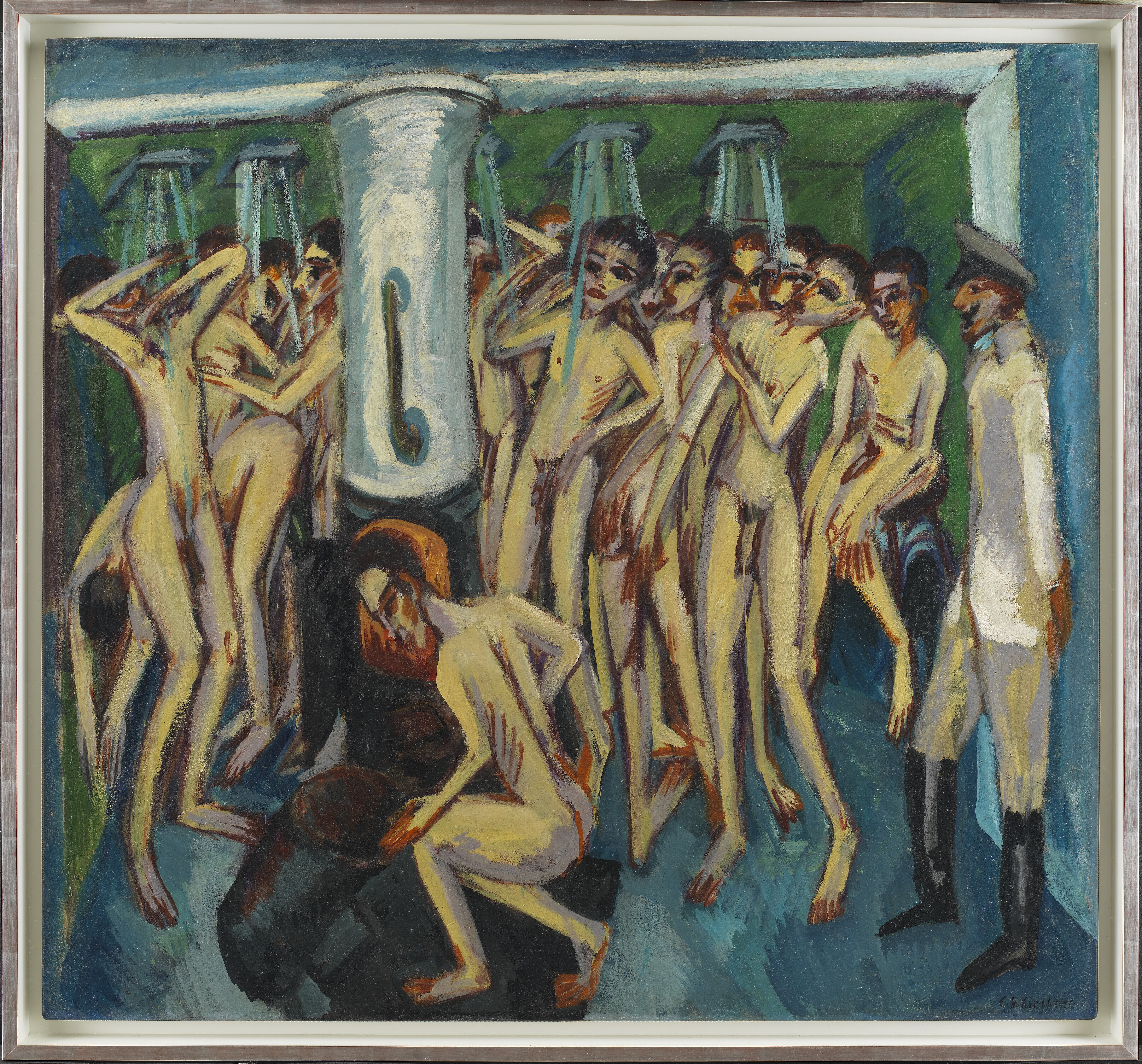
Ернст Людвіг Кірхнер, «Солдатська баня»

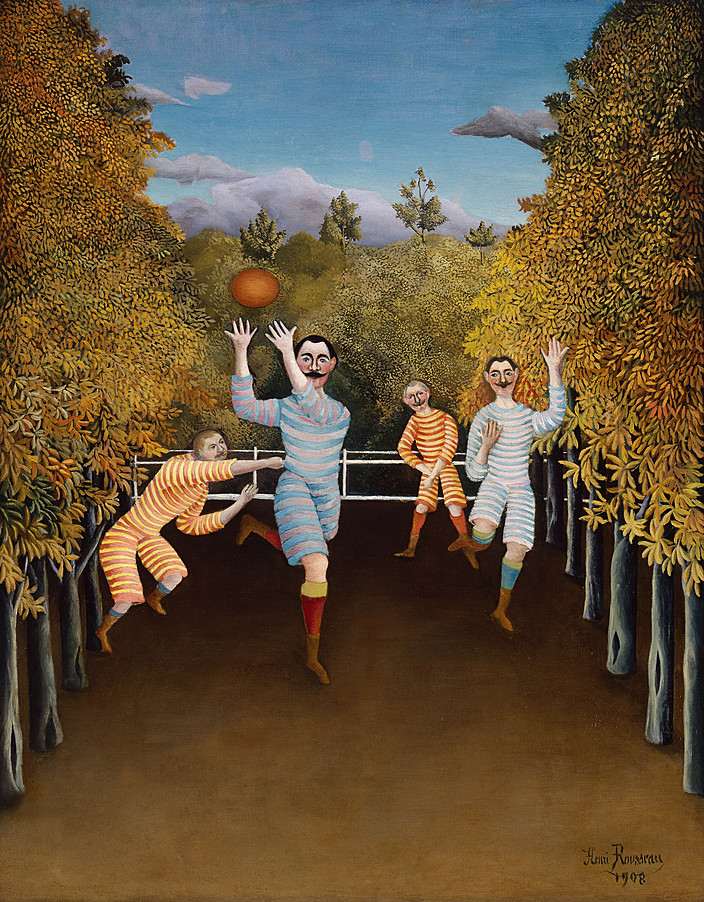
Анрі Руссо, «Футболісти»

Колекція музею Ґуґґенгайма — це, по суті, об'єднання кількох дуже різних приватних колекцій. Центральній серед них є колекція Соломона Фонд Соломона Р. Ґуґґенгаймаа, яка переважно містить твори в стилі чистої абстракції; колекція його племінниці Пеґґі Ґуґґенгайм складається з творів абстрактного і сюрреалістичного живопису і скульптури; колекція Джастіна К. Тханнхаузера містить переважно роботи імпресіоністів і постімпресіоністів; величезна колекція графа Джузеппе Панса ді Біумо — роботи європейських і американських мінімалістів, постмінімалістів, а також твори концептуального мистецтва.
У музеї Соломона Ґуґґенгайма широко представлений європейський живопис XX століття та американський живопис другої половини XX століття. Декілька художників, твори яких виставлено в музеї:
- П'єр Боннар
- Поль Бурі
- Поль Сезанн
- Марк Шагал
- Дадо (Міодраг Джурич): Диптих Монжаву (1976—1977).
- Робер Делоне
- Ден Флавін
- Поль Гоген
- Василь Кандинський (найбільша у світі колекція робіт художника)
- Фернан Леже
- Едуар Мане
- Роберт Меплторп
- Франц Марк
- Анрі Руссо
- Амедео Модільяні
- Ласло Мохой-Надь
- Піт Мондріан
- Клод Моне
- Клас Ольденбург
- Пабло Пікассо
- Роберт Раушенберг: Червона картина  (1953),  Без назви  (1963).
- Огюст Ренуар
- Джордж Сігал: Голова Пікассо  (1973).
- Жорж Сера
- Джино Северіні
- Френк Стелла
- Вінсент ван Гог

## Галерея

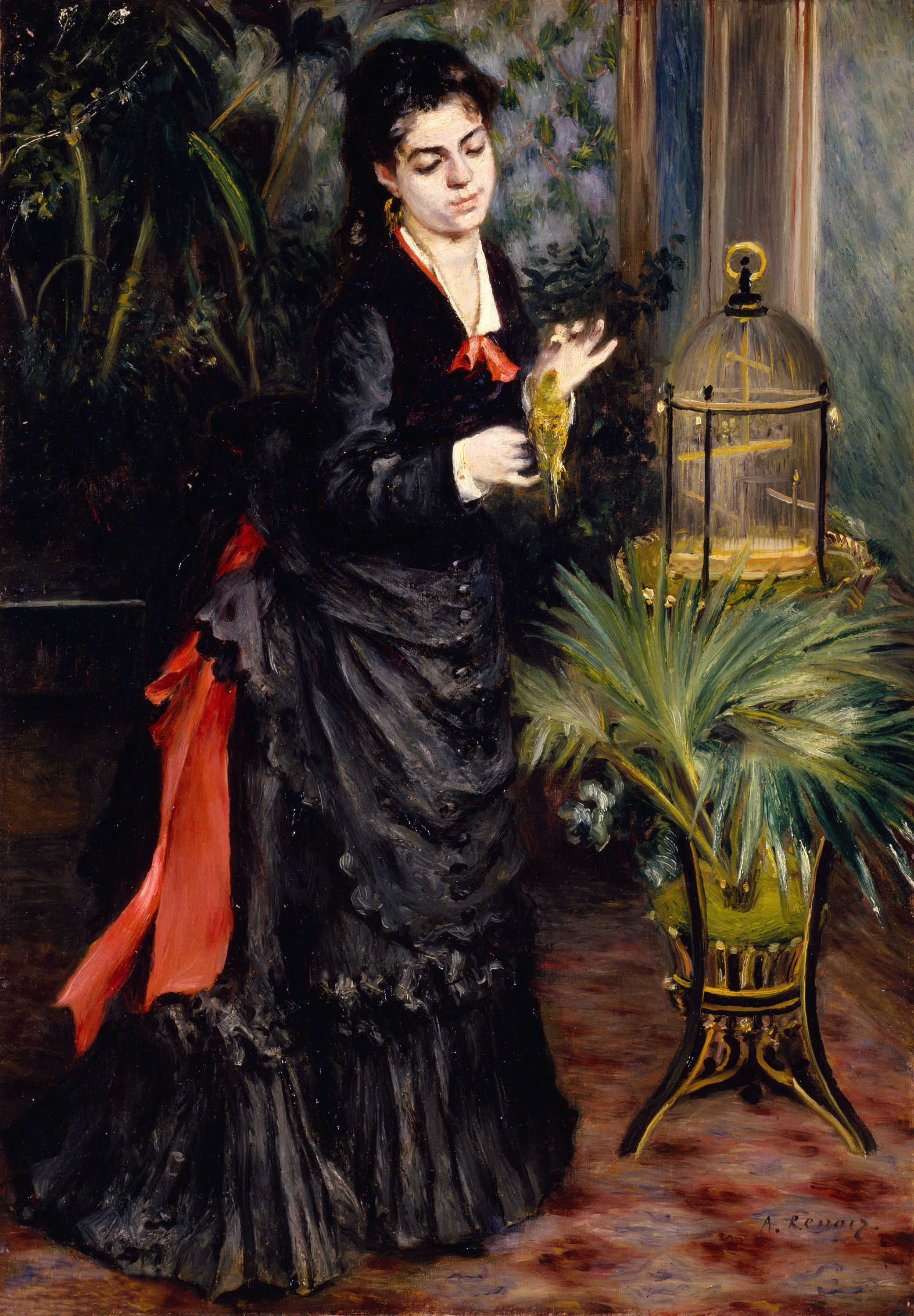
П'єр-Огюст Ренуар, «Жінка з папугою»
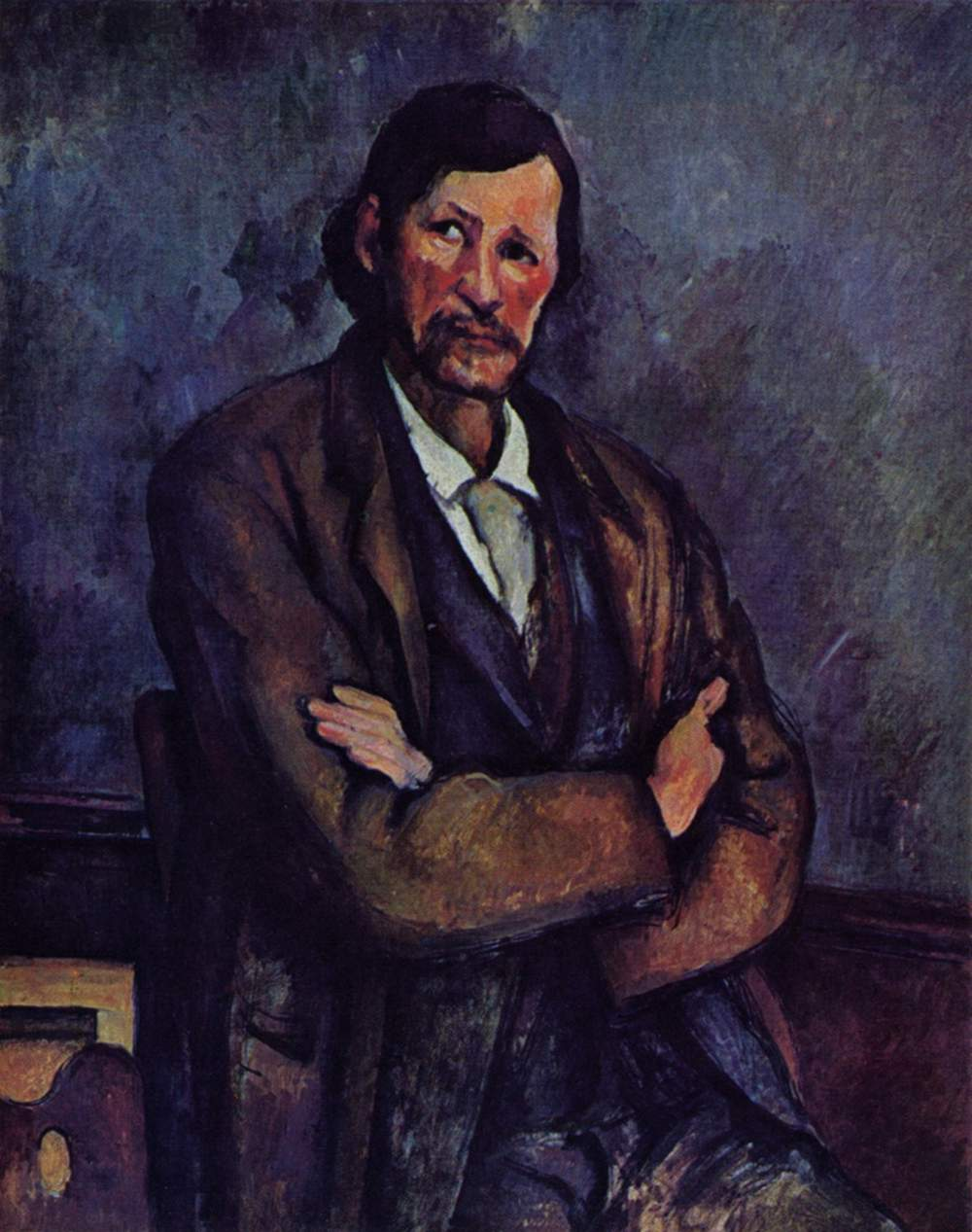
Поль Сезан, «Чоловік зі схрещеними руками»
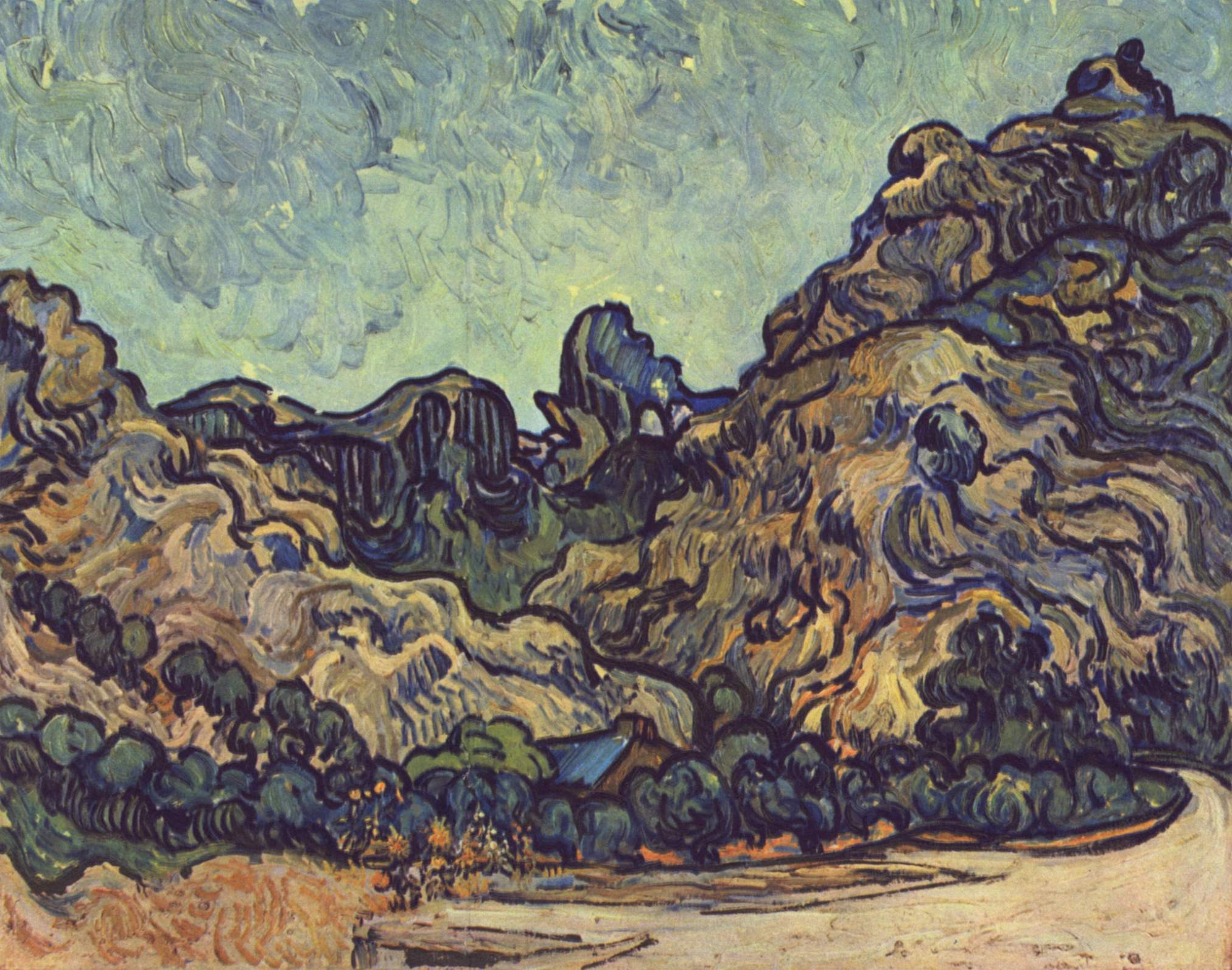
Вінсент ван Гог, «Пагорб біля Сен-Ремі»
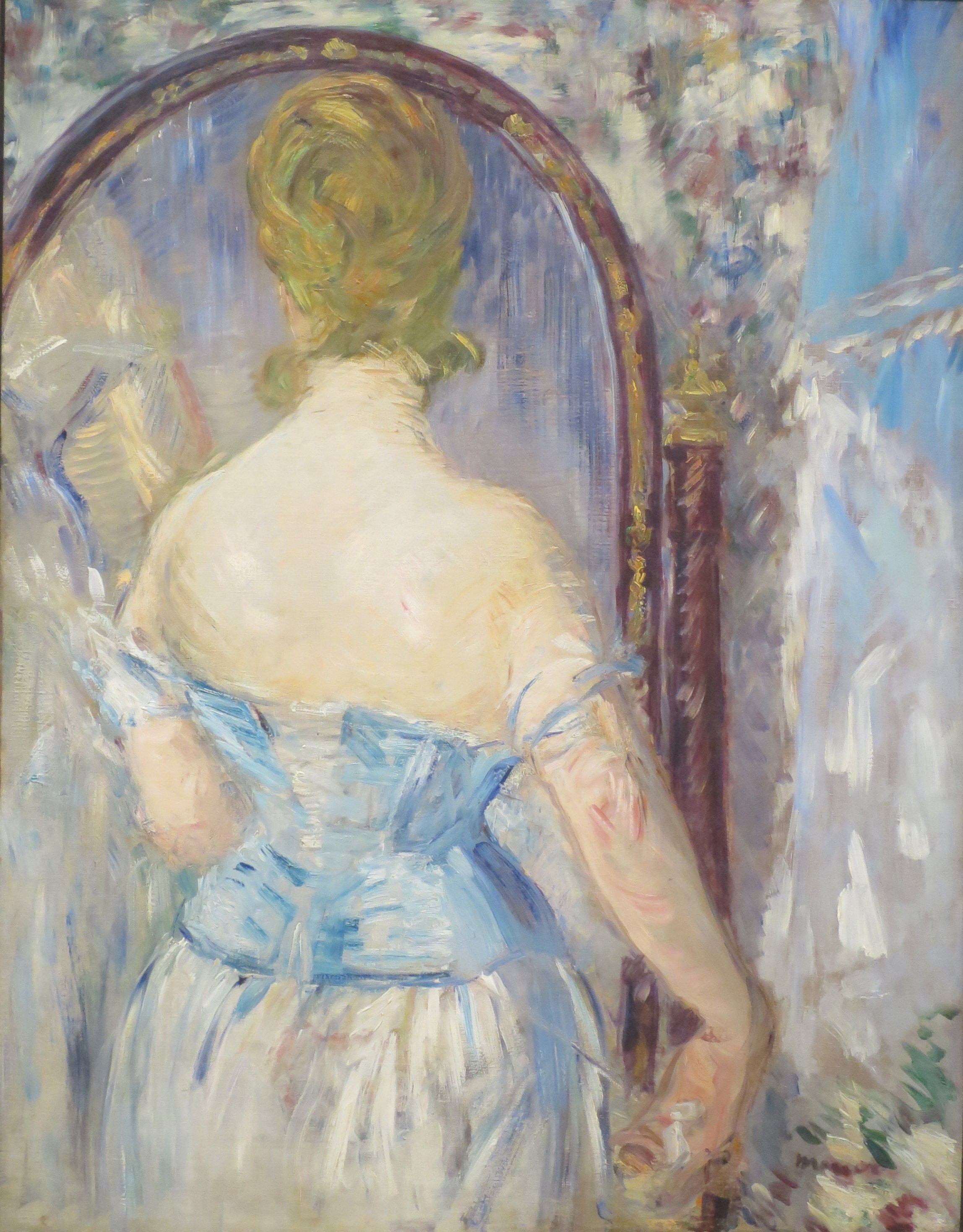
Едуар Мане, «Перед дзеркалом»
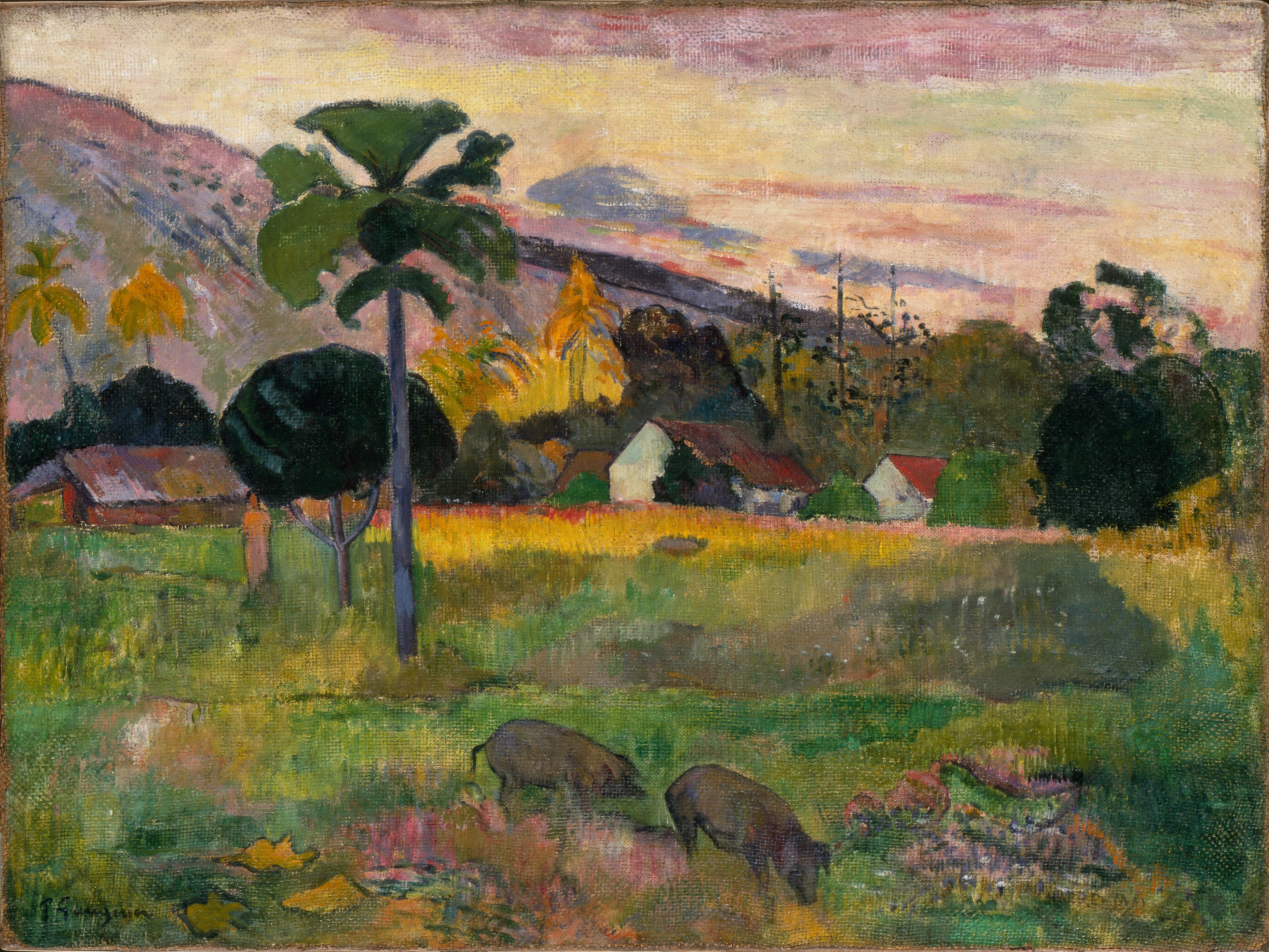
Поль Гоген, «Хаере Маї»
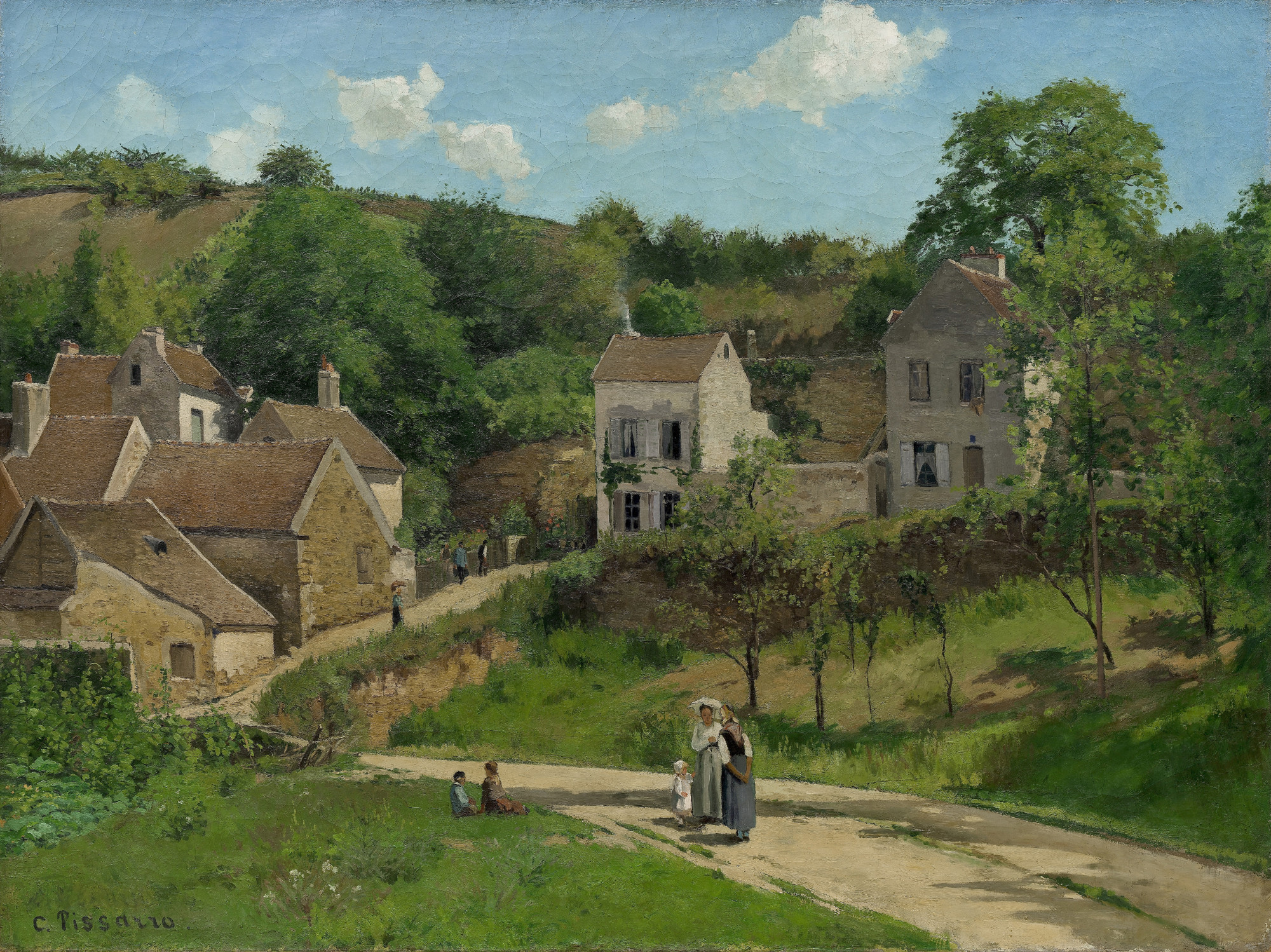
Каміль Піссарро, «Горбистий ландшафт біля Понтуаз»
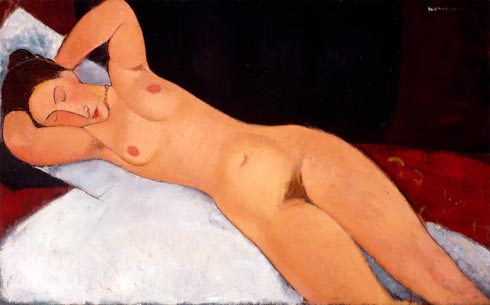
Модільяні, «Ню в позі лежачи»
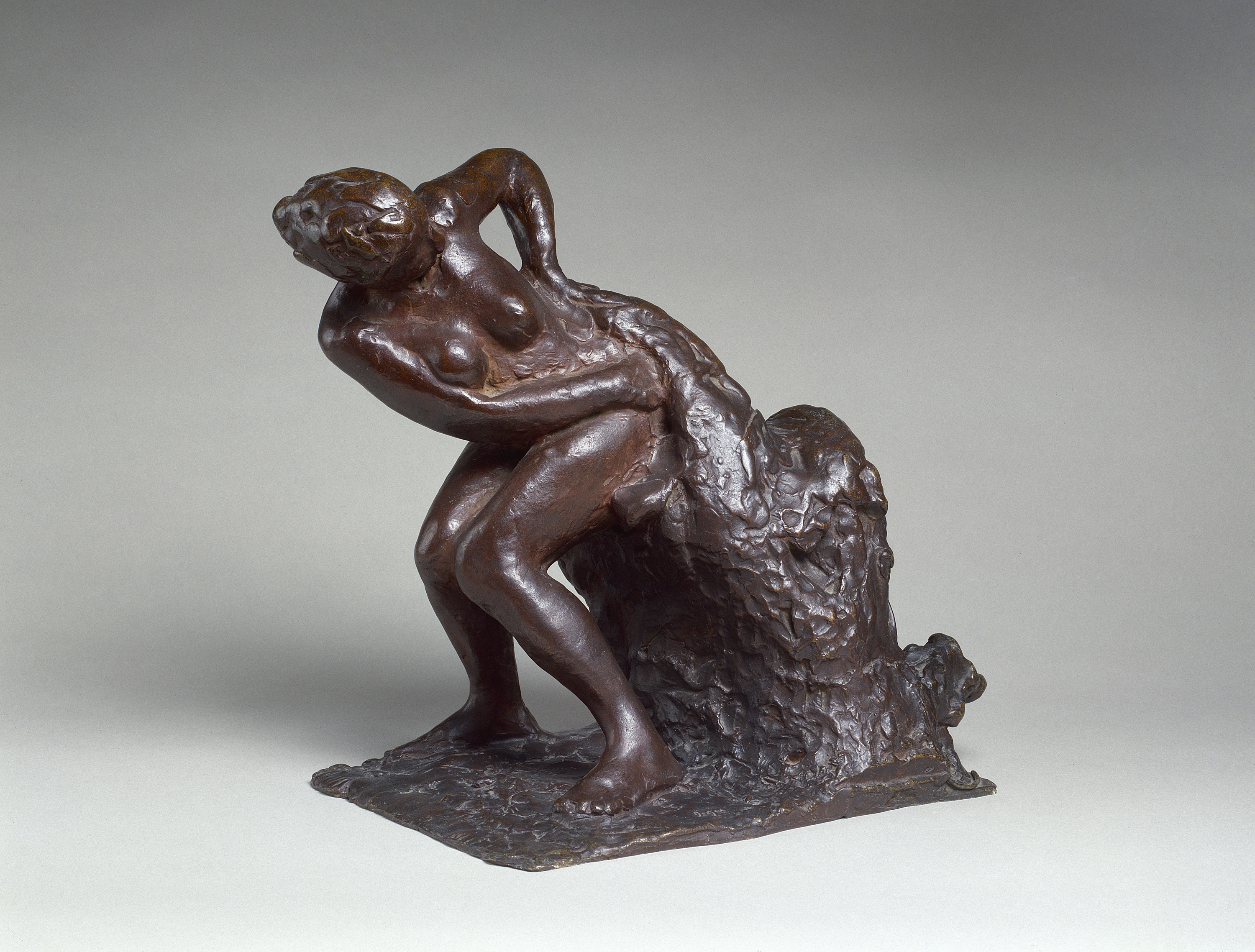
Едґар Деґа, «Сидяча жінка»
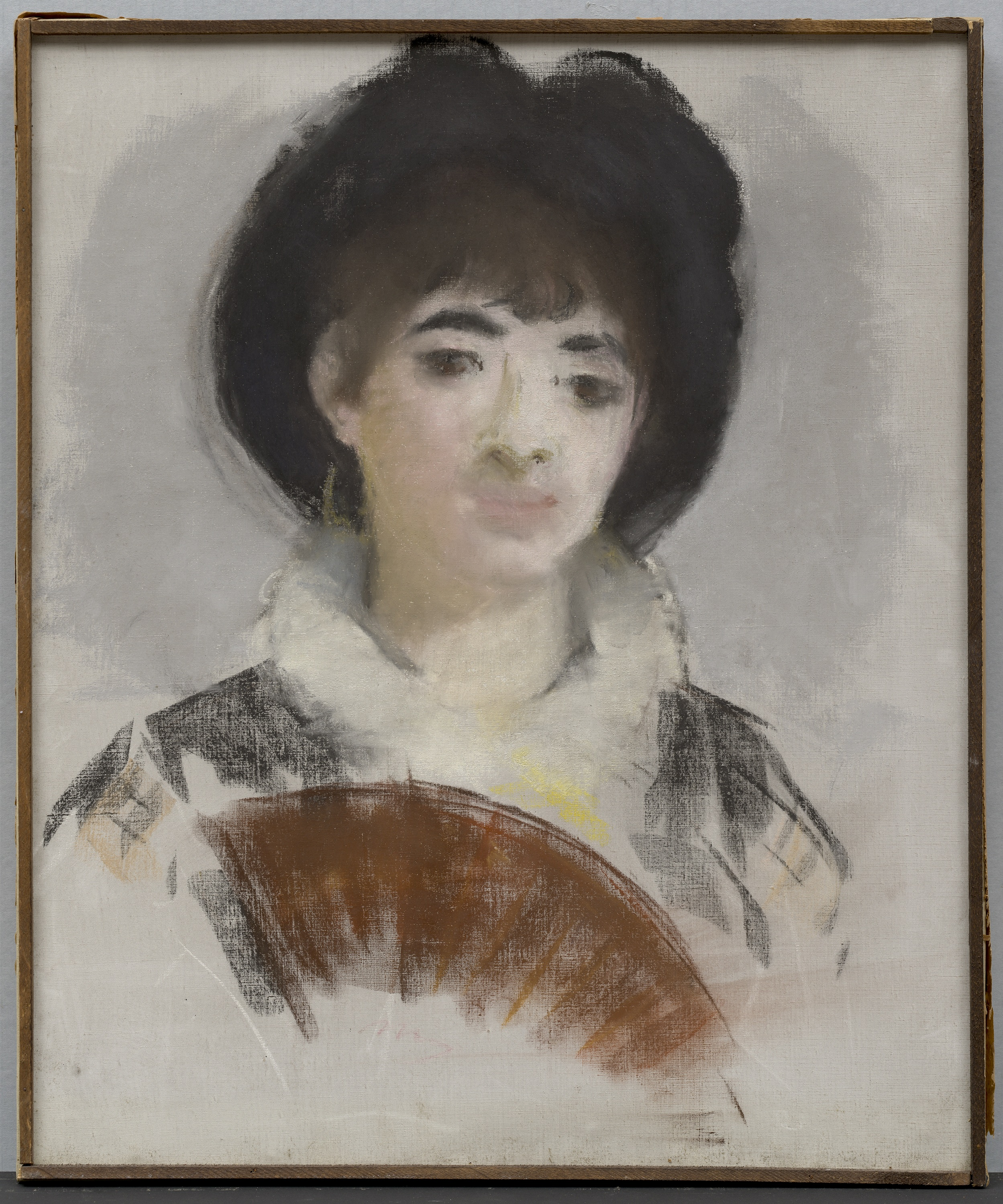
Едуар Мане, «Портрет графині Альбацці»
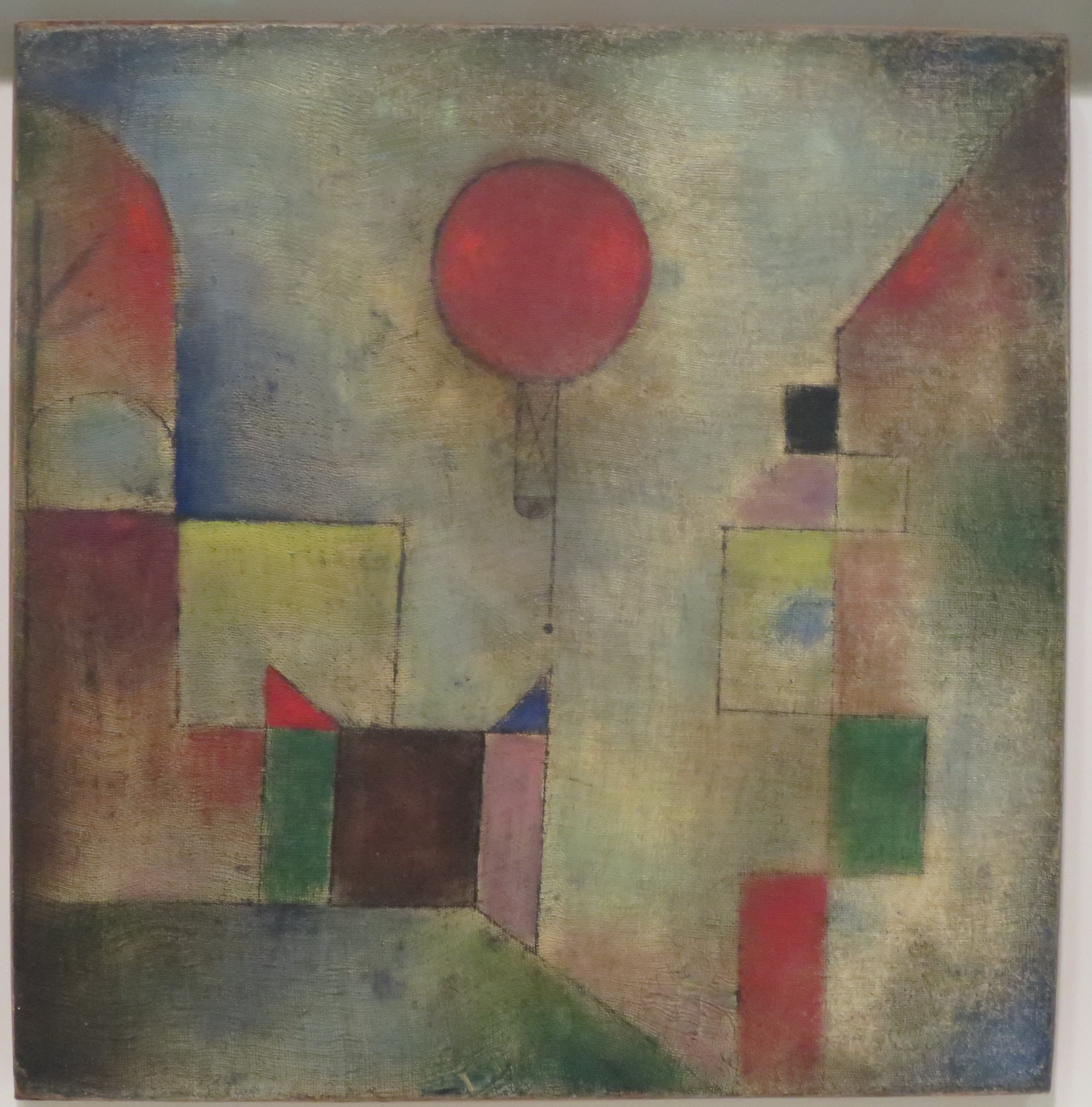
Пауль Клее, «Червона куля»
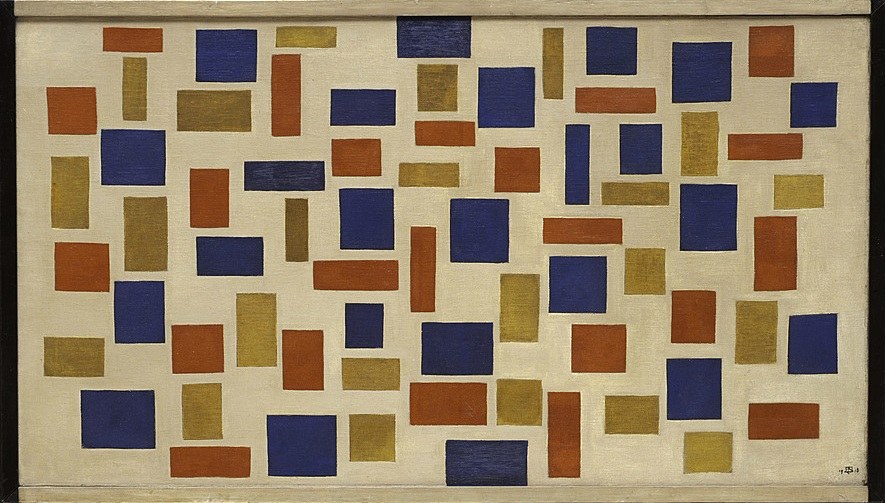
Тео ван Дусбург, «Композиція IX»
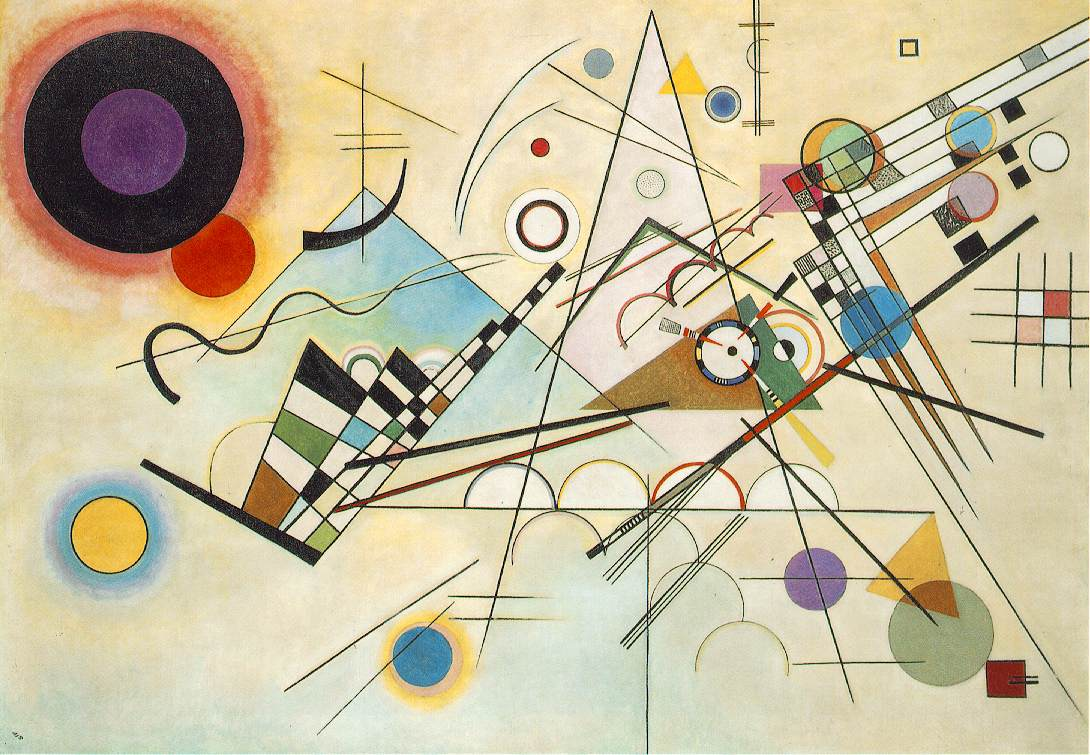
Василь Кандинський, «Композиція VIII»
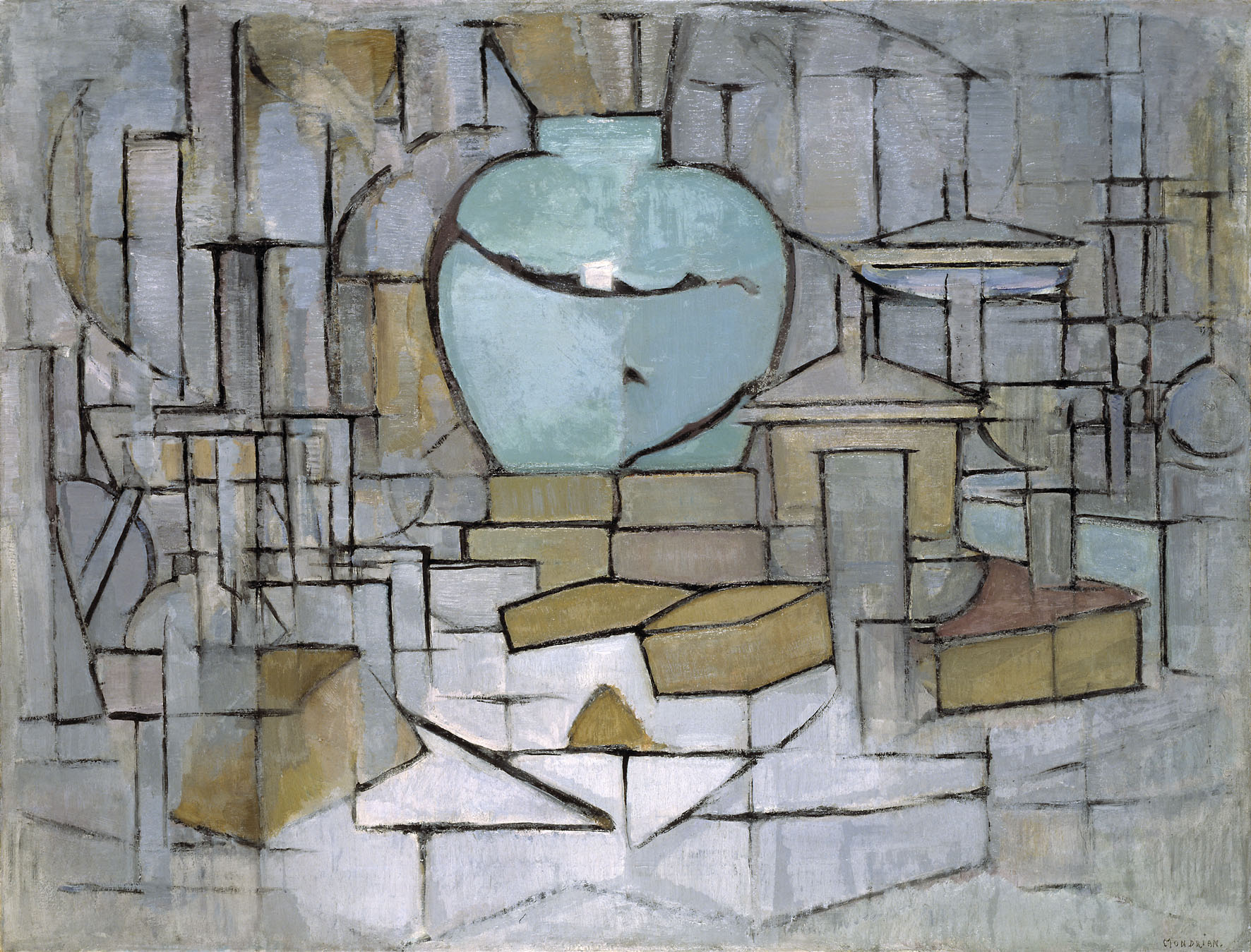
Піт Мондріан, «Натюрморт з глечиком і імбиром II».
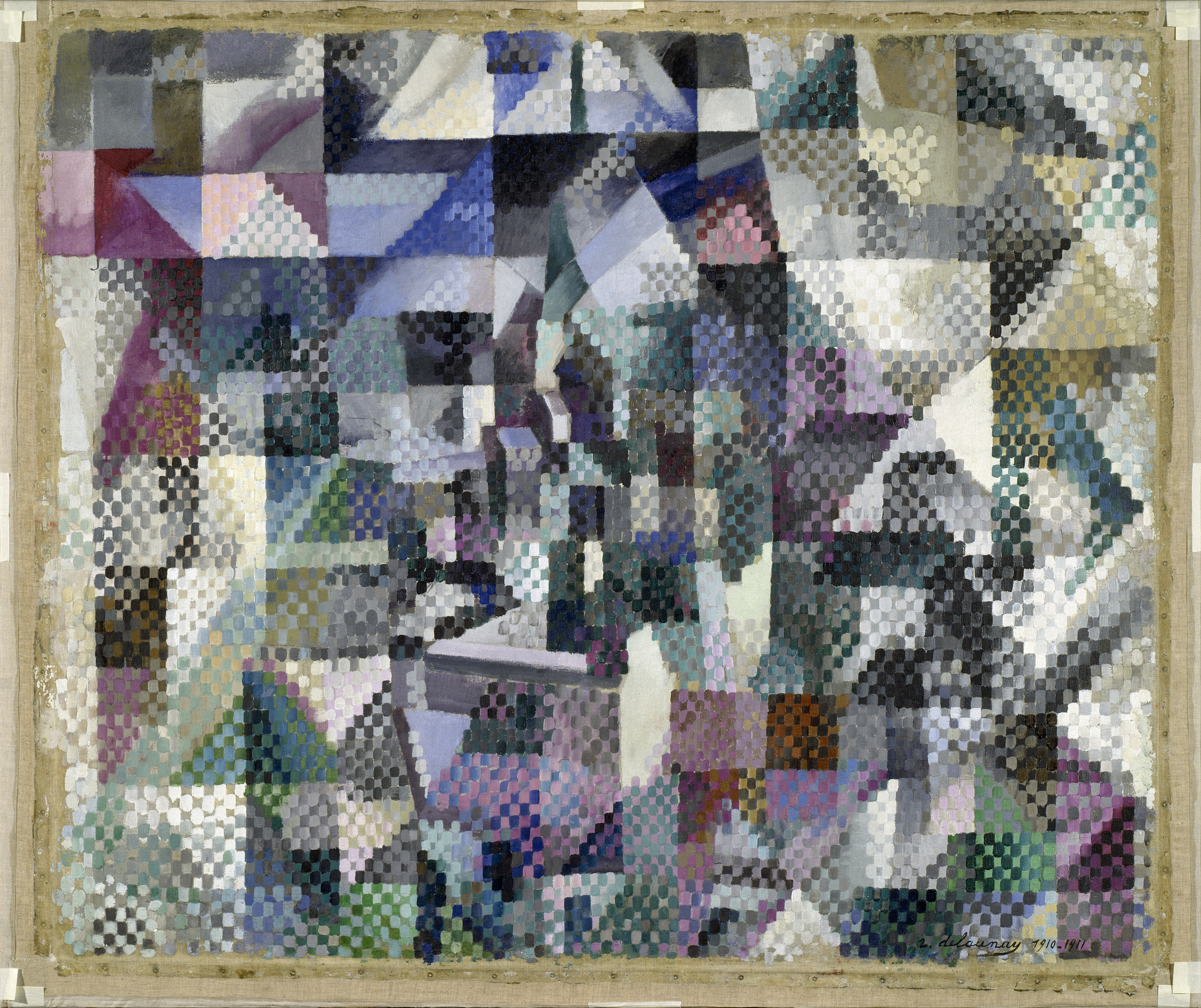
Робер Делоне, «Вікно в місто № 3»
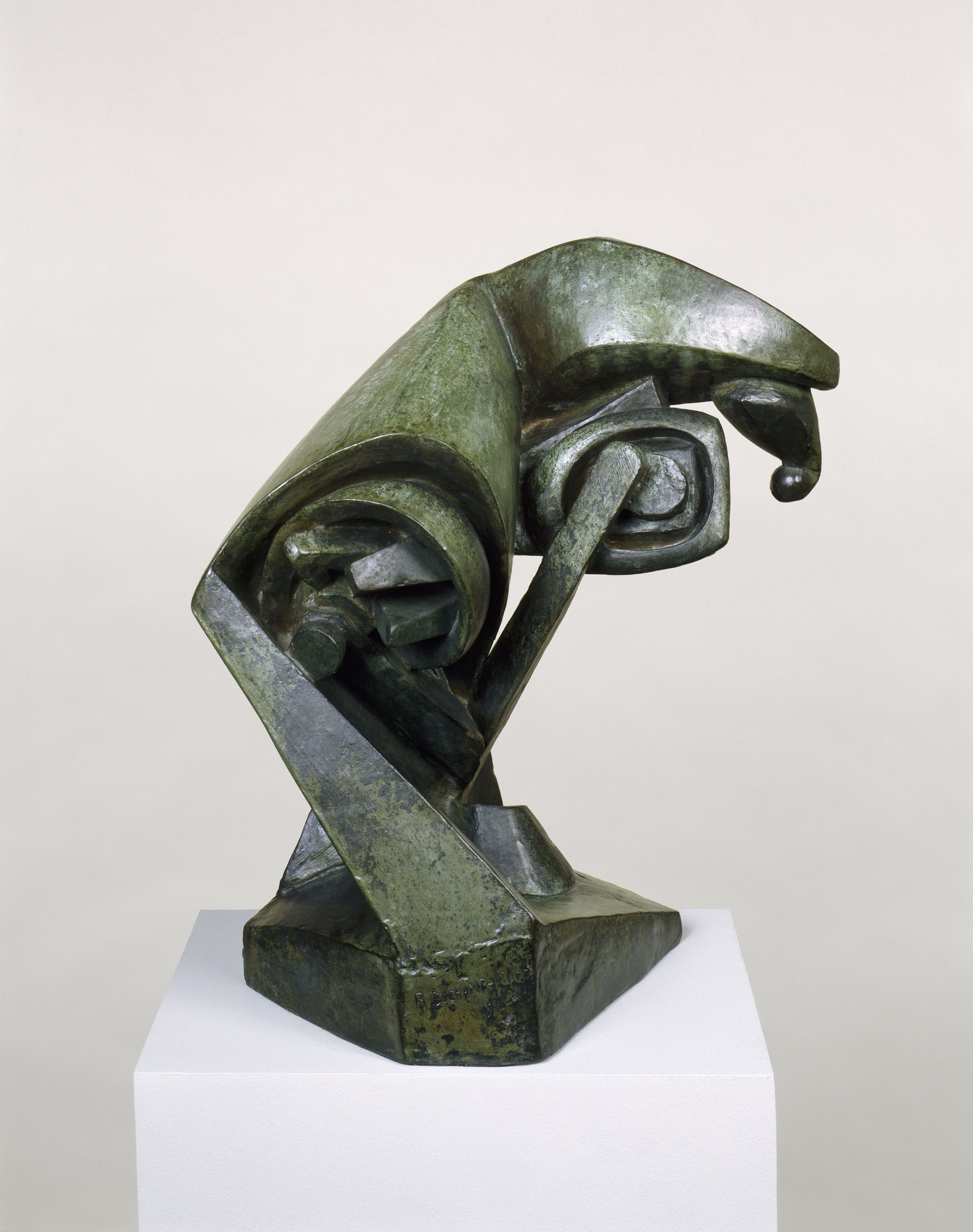
Раймон Дюшан-Війон, «Кінь»
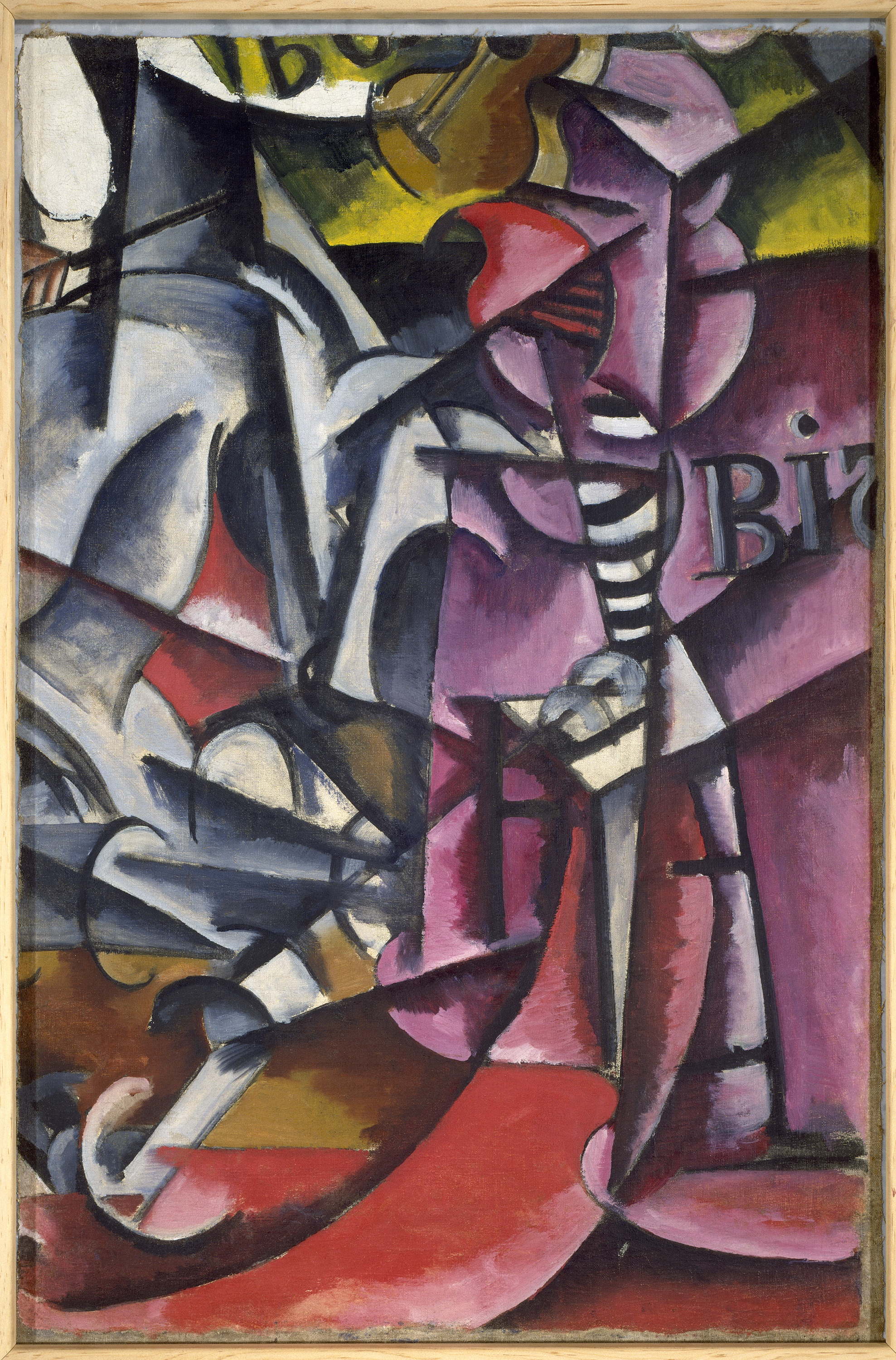
Любов Попова, без назви
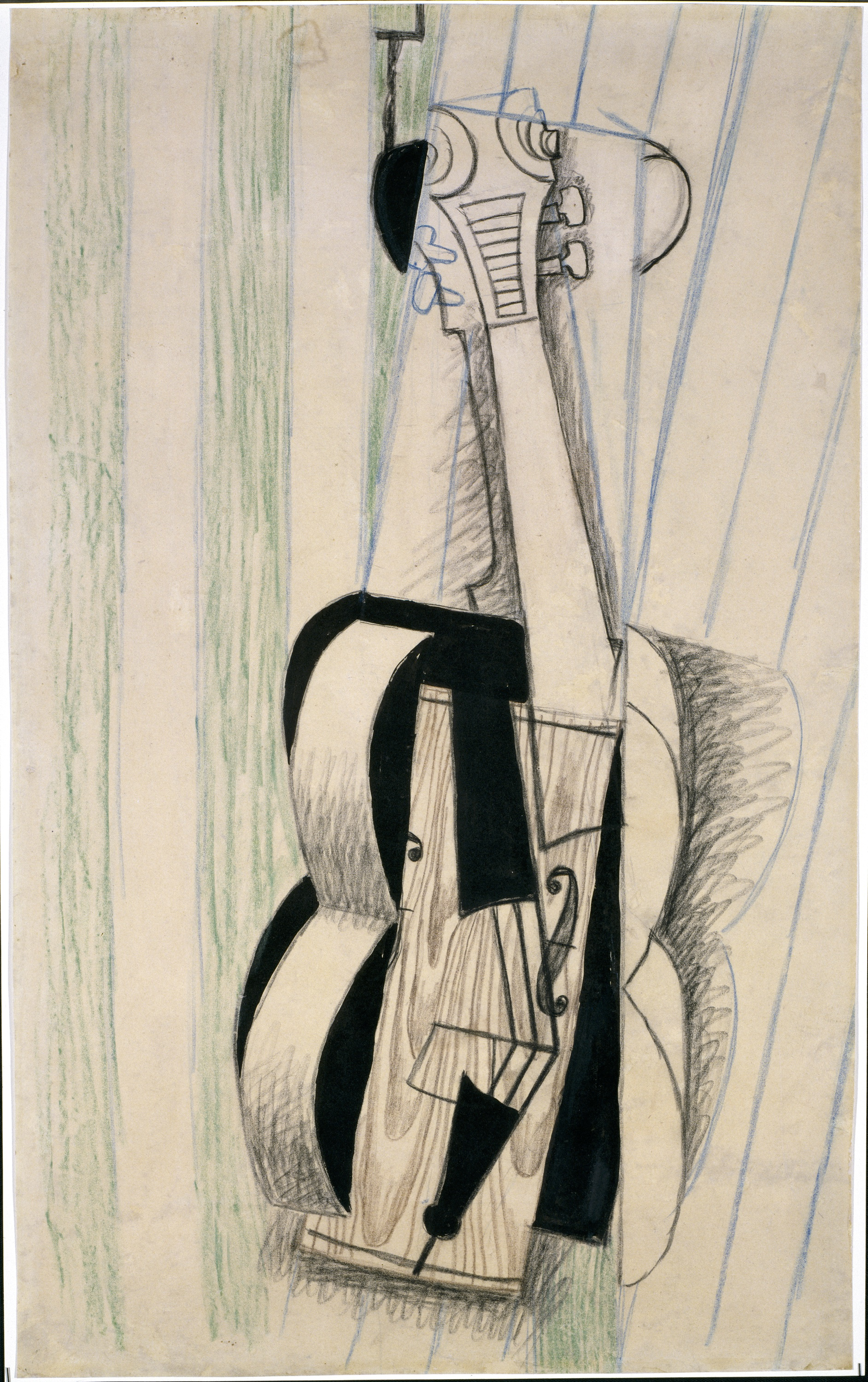
Хуан Ґріс, «Скрипка, що висить на стіні»

## Філії музею
- Колекція Пеггі Гуггенхайм у Палаццо Веньєр дей Леоні в Венеції
- Берлінський Ґуґґенгайм — діяв з 1997 до 2012 року.
- Ґуґґенгайм Ермітаж у Лас-Вегасі (2001—2008)[11]
- Музей Гуггенхайма в Більбао, Іспанія
- Музей Ґуґґенгайма в Абу-Дабі, ОАЕ (будується)
- Музей Ґуґґенгайма в Гвадалахарі, Мексика (будується)
- Музей Ґуґґенгайма у Вільнюсі, Литва (будується)
- Музей Ґуґґенгайма в Гельсінкі, Фінляндія (в проекті)[12]

## Цікаві факти
- Музей Соломона Ґуґґенгайма використовувався у зйомках таких фільмів, як «Інтернаціональ» (The International), «Люди в чорному» (Men in Black), «Одного разу в Римі» (When in Rome), «Пінгвіни містера Поппера» (Mr. Popper's Penguins).

## Виставки
Музей Ґуґґенгайма проводить грандіозні виставки, покликані показати мистецтво цілих цивілізацій — «Африка: мистецтво континенту», «Китай: п'ять тисячоліть», «Імперія ацтеків», «Росія», «Мистецтво мотоциклів», «Хаос і класицизм: мистецтво Франції, Італії та Німеччини, 1918—1936» (2010) .
В останні роки музей Ґуґґенгайма відвідує приблизно три мільйони осіб на рік, а з відкриттям філії в Лас-Вегасі кількість відвідувачів подвоїться.